# Bertholdia philotera
Bertholdia philotera là một loài bướm đêm thuộc phân họ Arctiinae, họ Erebidae.